# Воля-Радзенцка
Воля-Радзенцка (пол. Wola Radzięcka) — деревня в Билгорайском повете Люблинского воеводства Польши. Входит в состав гмины Фрамполь. По данным переписи 2011 года, в деревне проживало 359 человек.

## География
Деревня расположена на юго-востоке Польши, на границе Билгорайской равнины (часть Сандомирской низменности) и Расточья, на расстоянии приблизительно 14 километров к северу от города Билгорай, административного центра повета. Абсолютная высота — 250 метров над уровнем моря. Через населённый пункт проходит национальная автодорога 74.

## История
Деревня была основана в 1461 году Александром Горайским. В период с 1975 по 1998 годы деревня входила в состав Замойского воеводства.